# 春花らん
春花 らん（はるか らん、6月16日 - ）は、日本の女性声優。アーツビジョン所属。熊本県出身。

## 経歴
日本ナレーション演技研究所出身。

## 人物
趣味はイラスト、ミュージカル鑑賞。特技は水泳。

## 出演
太字はメインキャラクター。

### テレビアニメ
2022年
- 忍たま乱太郎（忍たま）

2024年
- ブルーアーカイブ The Animation（ユウカ）

2025年
- 一瞬で治療していたのに役立たずと追放された天才治癒師、闇ヒーラーとして楽しく生きる（ティル）

### Webアニメ
- 先生、ちょっとお時間いただけますか？（2022年 - 2023年、早瀬ユウカ） - 2シリーズ[一覧 1]
- ブルーアーカイブ「beautiful day dreamer」（2022年、早瀬ユウカ）

### ゲーム
2020年
- ワールドフリッパー（スヴェン））

2021年
- ブルーアーカイブ -Blue Archive-（2021年 - 2025年、早瀬ユウカ）
- マギアレコード 魔法少女まどか☆マギカ外伝（2021年 - 2022年、里見那由他）

2022年
- ドールズフロントライン（SCR、ライノ）

2023年
- アズールレーン（ヴォロシーロフ）
- ブラウンダスト2（セイル）
- アスタータタリクス（フレン）

2025年
- エバーテイル（人魚姫）

2026年
- In Falsus（メイ・アルダー）

### ドラマCD
- ブルーアーカイブ ドラマCD「舞台袖のかくしごと 〜キヴォトス晄輪大祭〜」（2022年、早瀬ユウカ）

### ラジオ
※はインターネット配信。
- 春花らんの声ラブ（2021年、超!A&G+※）[12]

### インターネット番組
- 春花らんのStreaming Club（2024年 - 、YouTube）[13]

### 連載コラム
- 春花らんの春らんまん!（2025年1月[14] - 、声優グランプリWeb）

### その他コンテンツ
- ボイスドラマ『【ブルーアーカイブ】ユウカASMR〜頑張るあなたのすぐそばに〜』（2022年、ユウカ）
- タニタ「BC-203-BA ブルーアーカイブ早瀬ユウカモデル」（2023年、早瀬ユウカの声[15]）

## ディスコグラフィ

### キャラクターソング
| 発売日         | 商品名                                           | 歌 | 楽曲                                   | 備考                                                   |
| -------------- | ------------------------------------------------ | --- | -------------------------------------- | ------------------------------------------------------ |
| 2022年4月2日   | キラメクMiLieヘ                                  | イタズラ☆ストレート | 「キラメクMiLieヘ」                    | ゲーム『ブルーアーカイブ -Blue Archive-』関連曲        |
| 2024年1月21日  | 全力絶対Come☆True                                | イタズラ☆ストレート | 「全力絶対Come☆True」                  | ゲーム『ブルーアーカイブ -Blue Archive-』関連曲        |
| 2024年12月23日 | ブルーアーカイブ 絆ダイアローグ Vol.7 「ユウカ」 | ユウカ（春花らん） | 「コントロールできない感情という変数」 | ゲーム『ブルーアーカイブ -Blue Archive-』関連曲        |
| 2024年12月23日 | ありがとう、そしてこれからも。                   | カズサ（夏吉ゆうこ）、キキョウ（小松未可子）、キサキ（相坂優歌）、コユキ（乾夏寧）、サオリ（石上静香）、シロコ＊テラー（小倉唯）、ヒナ（広橋涼）、ホシノ（花守ゆみり）、マリー（小澤亜李）、マリナ（平井祥恵）、ユウカ（春花らん） | 「ありがとう、そしてこれからも。」     | ゲーム『ブルーアーカイブ -Blue Archive-』4周年記念楽曲 |